# LEDA 52270
LEDA 52270 (o IRAS 14348-1447) è una galassia interagente situata prospetticamente nella costellazione della Bilancia alla distanza di oltre 1 miliardo di anni luce dalla Terra. È il prodotto dell'interazione di due galassie denominate rispettivamente IRAS 14348-1447NE e IRAS 14348-1447SW.
Particolarmente ricca di gas, responsabili della morfologia vorticosa, questa galassia è un esempio di galassia ultraluminosa all'infrarosso (ULIRG), nella quale il 95% dell'energia emessa si trova nello spettro del lontano infrarosso.